# 越智常雄
越智 常雄（おち つねお、1941年8月3日 - ）は、讀賣テレビ放送（読売テレビ）相談役。大阪府出身。

## 職歴
- 大阪府立豊中高等学校卒業[2]
- 1965年　早稲田大学文学部卒業後、讀賣テレビ放送に入社。番組本部制作局長、営業局長、常務を歴任。
- 2005年6月　讀賣テレビ放送専務取締役。主に編成・制作などを担当する。
- 2009年6月18日　讀賣テレビ放送代表取締役社長
- 2011年6月17日　讀賣テレビ放送代表取締役会長
- 2016年6月24日　讀賣テレビ放送相談役